# Villa Tallbacken

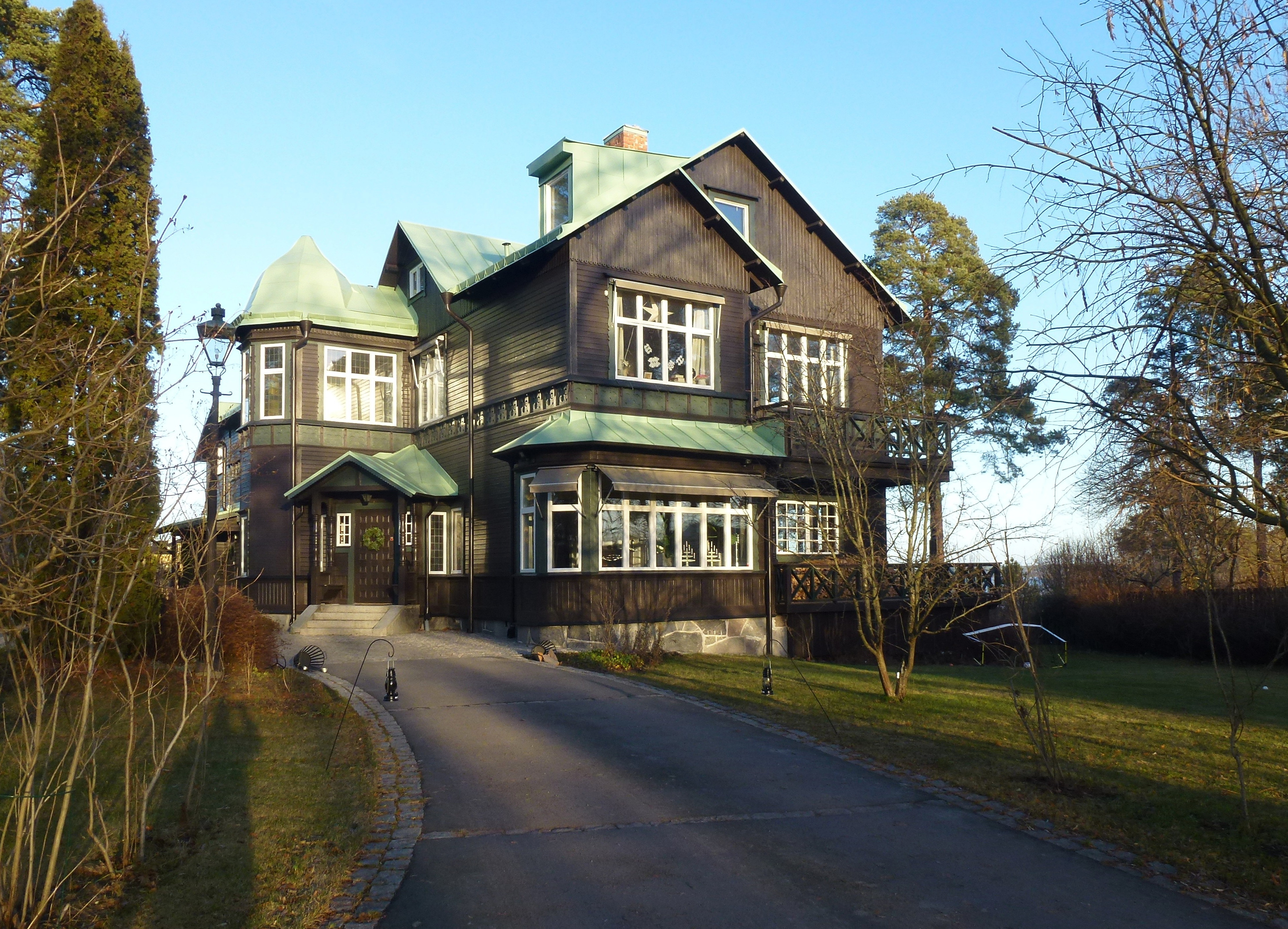
Villa Tallbacken, december 2013.

Villa Tallbacken är en villafastighet vid Slottsvägen 6B i Djursholm, Danderyds kommun. Tallbacken hör till Djursholms första villor, ritad av Ferdinand Boberg 1892 åt konstnären Robert Thegerström.

## Bakgrund
Det höglänta, kuperade området sydöst om Djursholms slott, var ett av de första som bebyggdes när villasamhället anlades. De flesta villorna är uppförda på 1890-talet och under 1900-talets första decennium. Som exempel på mer exklusiva villor i området kan nämnas Villa Tallbacken, Slottsvägen 6B, Villa Ugglebo, Slottsvägen 9 och Villa Schnell, Henrik Palmes allé 23. Hela området är av riksintresse för kulturmiljövården.
År 1892 frågade Robert Thegerström sin vän Ferdinand Boberg om han ville rita en villa för sig och sin familj i den nya villaförorten Djursholm. Byggnaden skulle inte vara alltför prålig och vara inspirerad av trähusen i de amerikanska villaförorterna. Huset skulle smälta in i skogsbackens tallar, ha en rymlig ateljé och vara en hemtrevlig med plats för umgänge och fest. Boberg utförde uppdraget och år 1897 stod villan klar. Villa Tallbacken skulle bli det första av en lång rad hus som Boberg ritade åt konstnärer och samlare.

## Huset

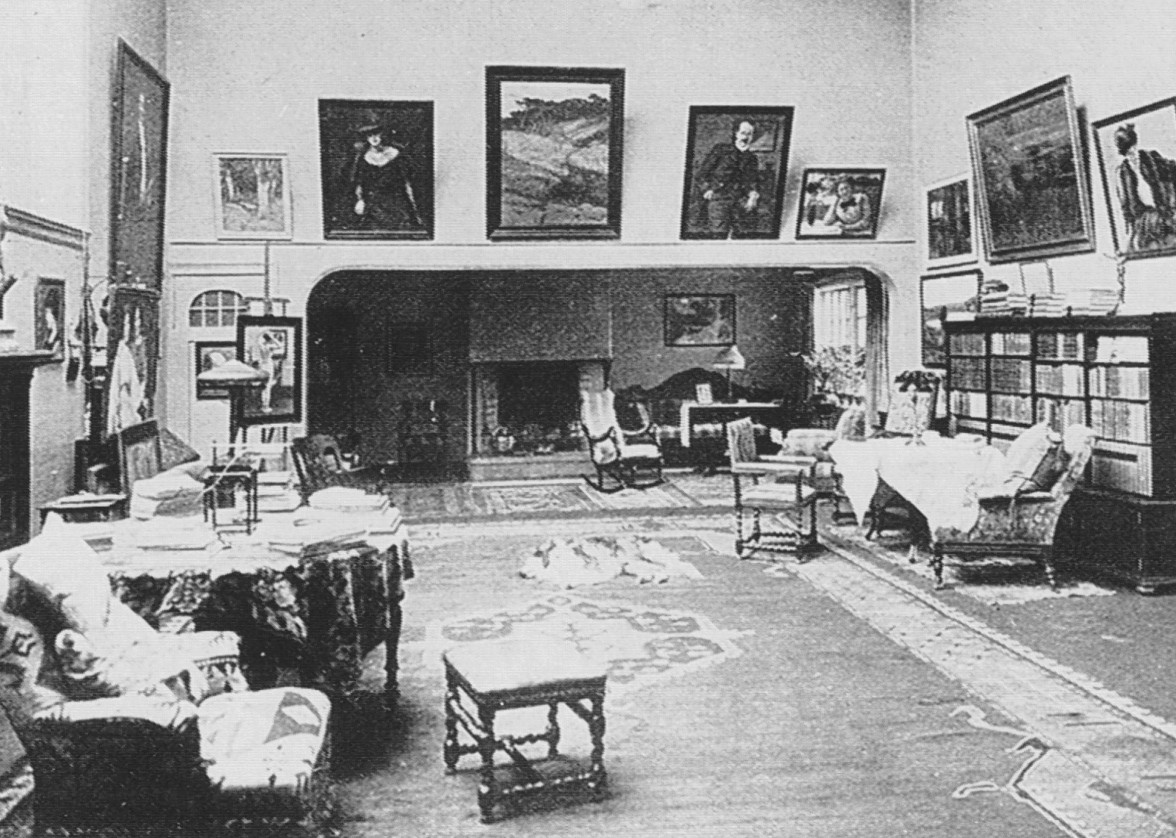
Villa Tallbacken ateljé.

Villa Tallbacken fick både torn, burspråk, veranda och en diagonalt utskjutande huvudentré. Den enda fasadutsmyckningen utgörs av ett horisontellt band med utsågade fyrpass som löper runt huset mellan bottenvåning och det övre våningsplanet. Fasaderna kläddes med liggande träpanel som var tidigare rödfärgad (idag brunmålad). Fasaddetaljer som fönster- och dörromfattningar samt vindskivor är grönmålade.
Husets dominerande rum utgörs av ateljén som ligger i bottenvåningen med utsikt över havet och med dubbel rumshöjd. Ateljén var från början 91 kvadratmeter stor och hade en takhöjd på åtta meter. På ena kortsidan fanns en stor öppen spis, indragen i en nisch med fönster. Rummet var inte bara avsett för måleri, utan även för att umgås och för att spela musik. Idag är ateljén ombyggd och ett bjälklag delar rummet på höjden. Övriga rum är anordnade i vinkel med ateljédelen: i bottenvåningen ligger hall (med trappa till övre planet), salong, förmak, matsal och kök. På övre våningsplanet finns sovrum, barnkammare, gästrum, badrum och ett reservrum.
Förutom Thegerströms egen konst fanns i huset verk av kollegor som Ernst Josephson, Per Ekström, Georg Pauli, Karl Nordström, Axel Sjöberg, Per Hasselberg och Carl Larsson.

## Bilder

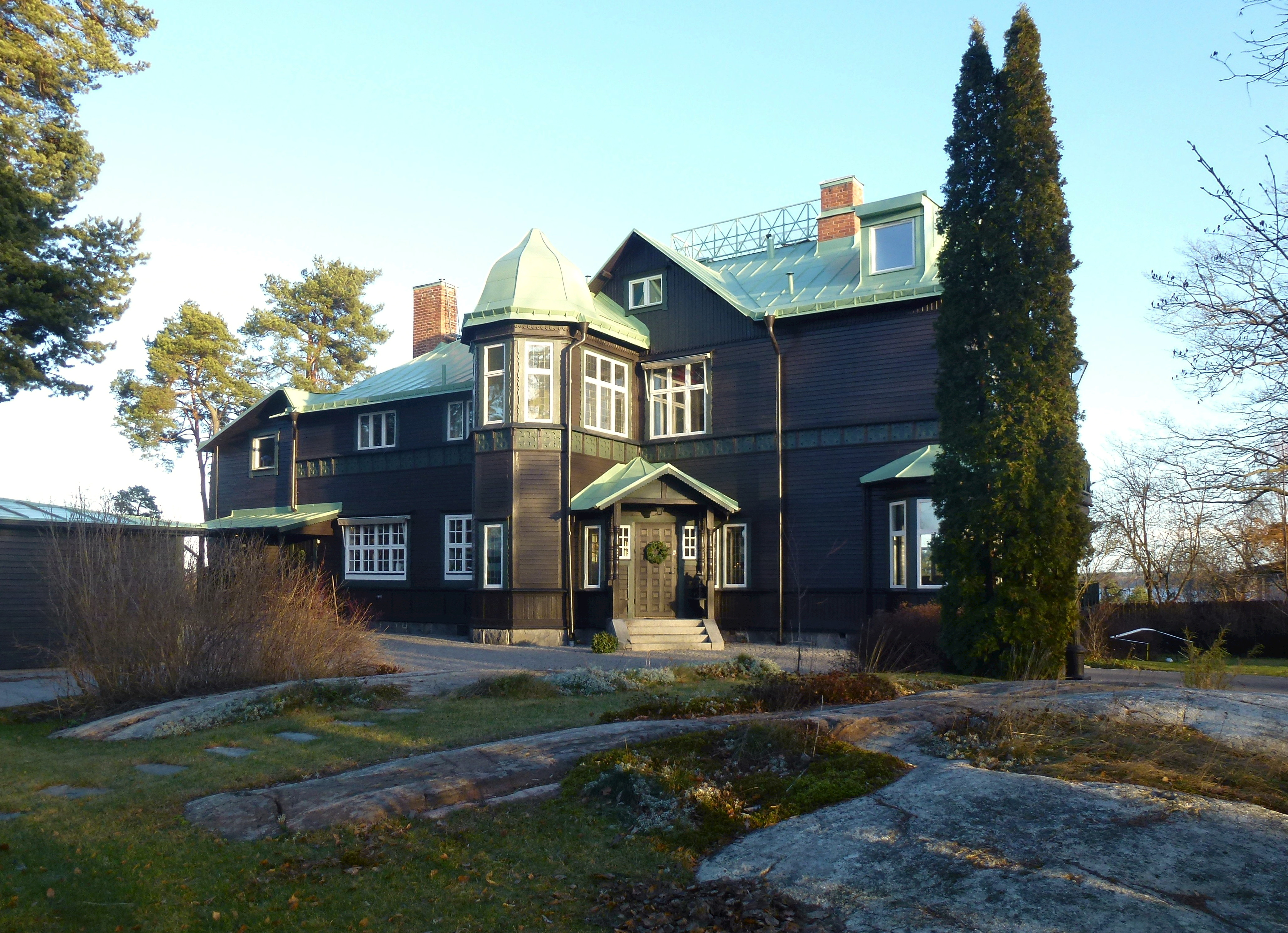
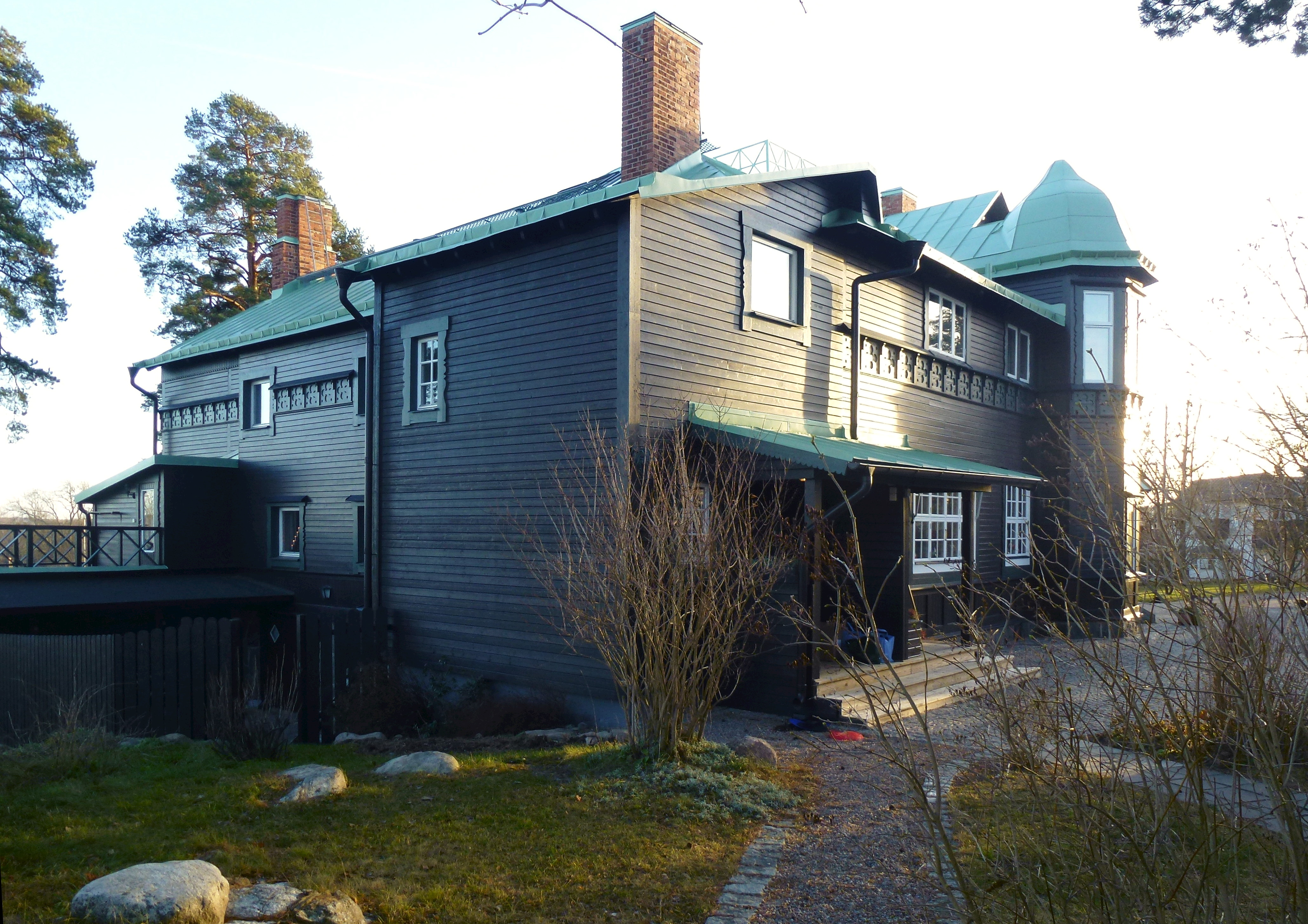
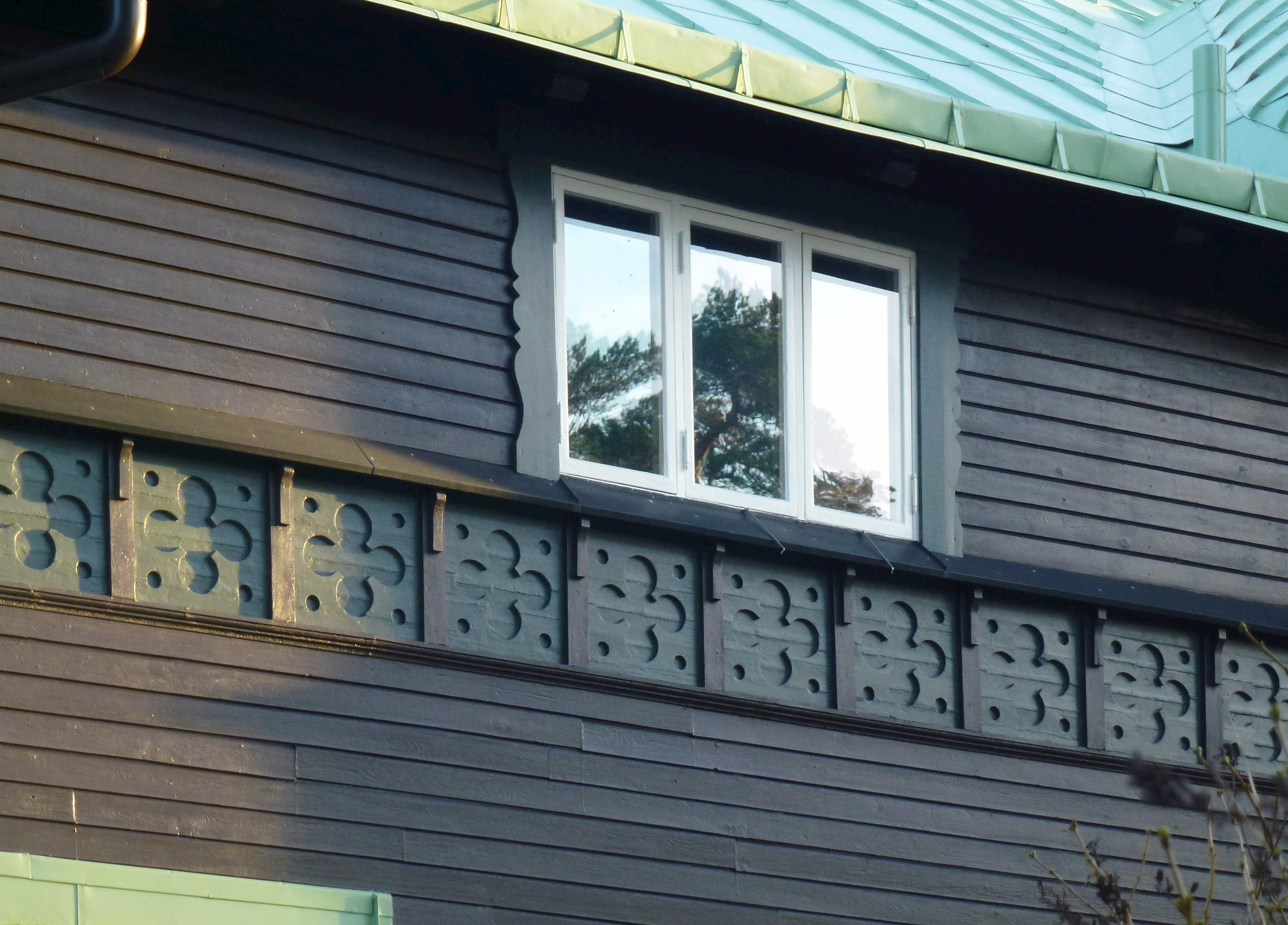
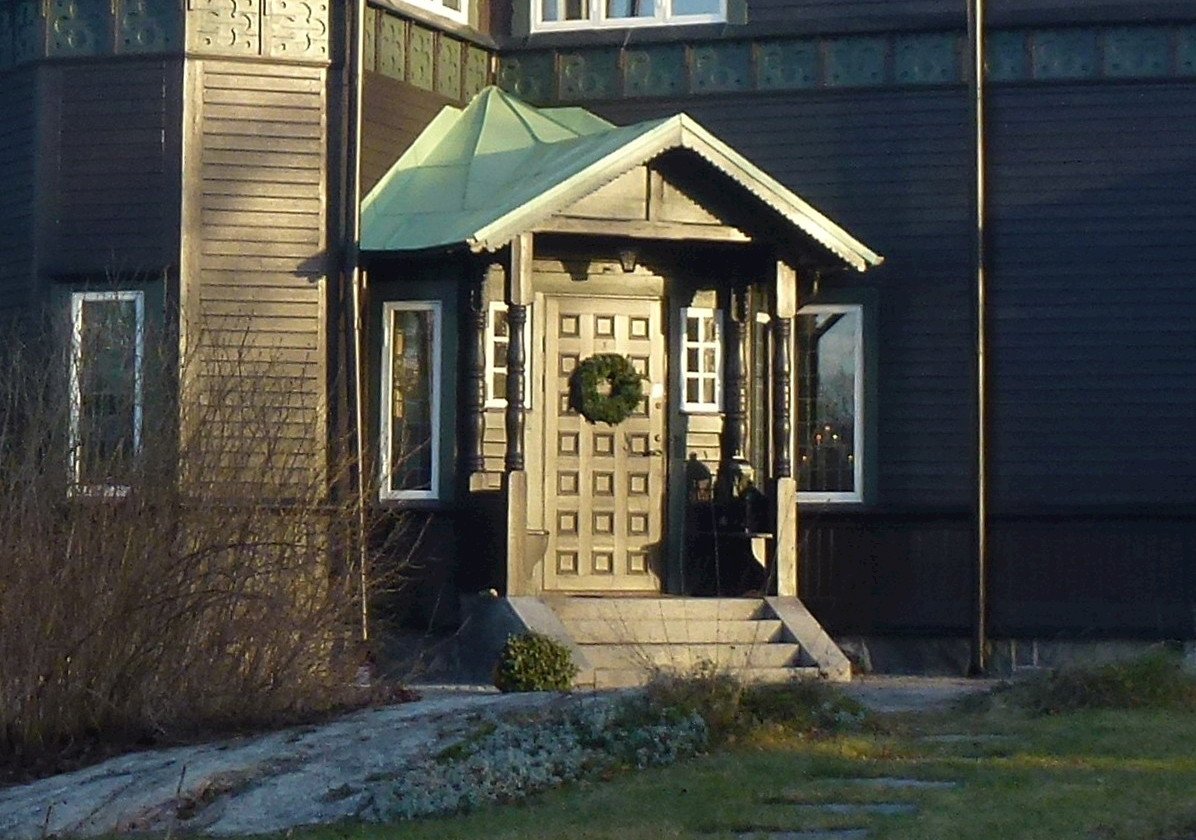